# Antoni Zalewski
Antoni Zalewski (ur. 12 października 1925 w Laskach Szlacheckich, zm. 4 sierpnia 1996 w Gliwicach) – polski wojskowy, kapitan ludowego Wojska Polskiego.

## Życiorys
W roku 1939 przyjęty do Szkoły Podoficerów Piechoty dla Małoletnich nr 2. W czasie II wojny światowej robotnik przymusowy, był członkiem organizacji partyzanckiej. W lipcu 1946 roku został powołany do Wojsk Ochrony Pogranicza (10 oddział Ochrony Pogranicza). W 1948 roku ukończył szkołę podoficerską oraz kurs instruktorski po którym został skierowany do Centrum Wyszkolenia WOP w Ostródzie. W tym czasie otrzymał przeniesienie do 211 strażnicy WOP Owsiszcze na stanowisko szefa strażnicy, gdzie został zastępcą komendanta strażnicy ds. specjalnych, a następnie pełnił obowiązki komendanta strażnicy. Po ukończeniu Centrum Wyszkolenia w lutym 1950 roku, został skierowany do 21 Brygady WOP w Gliwicach na stanowisko dowódcy plutonu kompanii szkolnej. Następnie dowodził kompanią batalionu odwodowego, a od grudnia 1954 roku kompanią batalionu szkolnego oraz został wykładowcą szkoły podoficerskiej. Ukończył kurs zastępców dowódców ośrodków wyszkolenia poborowych. W 1955 roku został dowódcą kompanii szkolnej w Oficerskiej Szkole WOP w Kętrzynie. W sierpniu 1956 roku objął komendę 213 strażnicy WOP Zebrzydowice, a we wrześniu 22 strażnicy WOP Jarnołtówek i dowodził nią, aż do jej rozformowania w maju 1958 roku. Następnie został skierowany na kurs dokształcający dowódców strażnic oraz szefów sztabu batalionów w Centrum Doskonalenia Oficerów. W okresie od maja 1958 do grudnia 1969 roku był dowódcą strażnicy WOP Pokrzywna. Stanowisko to pełnił do zwolnienia z zawodowej służby wojskowej. W trakcie służby wojskowej był radnym Gromadzkiej Rady Narodowej w Moszczance, gdzie pełni funkcję Przewodniczącego Komisji Mienia Gromadzkiego.
Po zwolnieniu z wojska przez wiele lat pracował w Wydziale Spraw Wewnętrznych Urzędu Miejskiego w Gliwicach, był Komendantem ORMO UM w Gliwicach, a następnie komendantem straży przemysłowej w Instytucie Metali Nieżelaznych. Był zasłużonym działaczem LOK, prowadził kurs przygotowawczy dla kandydatów do Szkoły Podoficerskiej Górnośląskiej Brygady WOP oraz Straży Pożarnej z ramienia Wojewódzkiego Sztabu Wojskowego oraz WKU w Gliwicach. Po przejściu na emeryturę udzielał się w kole nr.6 ZWZŻiORWP przez jedną kadencję pełnił funkcję wiceprzewodniczącego Komisji Rewizyjnej.
Zmarł 4 sierpnia 1996 roku w Gliwicach i został pochowany na Centralnym Cmentarzu w Gliwicach.

## Ordery i Odznaczenia
- Krzyż Kawalerski Orderu Odrodzenia Polski
- Złoty Krzyż Zasługi
- Srebrny Krzyż Zasługi
- Medal „Za udział w walkach w obronie władzy ludowej”
- Medal 30-lecia Polski Ludowej
- Złoty Medal „Siły Zbrojne w Służbie Ojczyzny”
- Srebrny Medal „Siły Zbrojne w Służbie Ojczyzny”
- Brązowy Medal „Siły Zbrojne w Służbie Ojczyzny”
- Brązowy Medal „Za zasługi dla obronności kraju”
- Brązowy Medal „Za Zasługi dla Pożarnictwa”
- Złota Odznaka „Za zasługi w obronie granic PRL”
- Brązowa Odznaka „Za zasługi w obronie granic PRL”
- Brązowa Odznaka „W Służbie Narodu”
- Złota Odznaka „Wzorowy Żołnierz WOP”
- Złota Odznaka „W Służbie Narodu”
- Złota Odznaka „Zasłużony Działacz LOK”
- Srebrna Odznaka „Zasłużony Działacz LOK”
- Złota „Za zasługi dla Województwa Katowickiego”
- Odznaka „Za zasługi dla Województwa Opolskiego”
- Złota Odznaka „Sprawności Obronnej”

i wiele innych.